# Atlético Rio Negro Clube
Atlético Rio Negro Clube – brazylijski klub piłkarski z siedzibą w Manaus, stolicy stanu Amazonas.

## Osiągnięcia
- Mistrz stanu Amazonas (16): 1921, 1927, 1931, 1932, 1938, 1940, 1943, 1962, 1965, 1975, 1982, 1987, 1988, 1989, 1990, 2001
- Wicemistrz stanu Amazonas (14): 1966, 1973, 1974, 1976, 1979, 1980, 1983, 1984, 1985, 1986, 1992, 1998, 1999, 2003
- Torneio Início (11): 1933, 1966, 1968, 1969, 1979, 1980, 1982, 1983, 1990, 1995, 2002

## Historia
Rio Negro 13 listopada 1913 roku założył 14-letni Shinda Uchôa i grupa jego przyjaciół. Do aktu tego doszło w mieszkaniu Manuela Alfonso do Nascimento, jednego z założycieli klubu. Pierwszym prezesem klubu został Edgar Lobão, natomiast prezesem honorowym wybrany został Shinda Uchôa. Już w 1921 Rio Negro zdobył swój pierwszy tytuł mistrza stanu Amazonas.